# Borzytuchom
Borzytuchom (Borntuchen fino al 1945) è un comune rurale polacco del distretto di Bytów, nel voivodato della Pomerania.
Ricopre una superficie di 108,57 km² e nel 2006 contava 2 815 abitanti.